# Golpe de Estado no Egito em 2013
O Golpe de Estado no Egito em 2013 ocorreu quando o governo do então presidente do Egito, Mohamed Mursi, foi declarado removido por Abdul Fatah Khalil Al-Sisi, o ministro da Defesa.
Em 30 de junho de 2013, no primeiro aniversário da eleição do presidente egípcio Mohamed Mursi, milhões de manifestantes em todo o Egito tomaram as ruas e exigiram a renúncia imediata do presidente por causa de questões políticas, econômicas e sociais que haviam se intensificado em seu mandato. As manifestações, que foram em grande parte pacífica, tornaram-se violentas quando cinco manifestantes anti-Morsi foram mortos em confrontos e tiroteios. Ao mesmo tempo, os defensores de Morsi organizaram uma manifestação em Nasr City, bairro do Cairo.
Na manhã de 1 de julho, os manifestantes anti-Morsi saquearam a sede nacional da Irmandade Muçulmana no Cairo. Os manifestantes atiraram objetos pelas janelas e saquearam o edifício. O Ministério da Saúde e População confirmou a morte de oito pessoas durante confrontos ao redor do quartel-general em Mokattam No dia 3 de julho, o Ministério da Saúde e População afirmou que 16 manifestantes pró-Morsi foram mortos em um ataque em outra manifestação. Durante os protestos anti-governo, também houve outros protestos menores pró-Morsi.
A situação se transformou em uma grande crise política e constitucional nacional, com o presidente Mohammed Morsi se recusando a acatar as exigências dos militares para que deixasse o poder, e o exército ameaçando assumir o poder se os políticos civis não solucionassem a situação por conta própria. Na noite de 3 de julho, os militares egípcios apresentaram um comunicado declarando o fim da presidência de Mohammed Mursi. No mesmo comunicado, os militares anunciaram que a Constituição do Egito estava temporariamente suspensa, que uma eleição presidencial seria realizada em breve; que o presidente do supremo tribunal da Corte Constitucional, Adly Mansour, seria o novo chefe do governo e que um governo tecnocrata de transição seria constituído até a eleição. Morsi foi colocado sob prisão domiciliar e vários líderes da Irmandade Muçulmana foram detidos. O anúncio foi seguido por manifestações e confrontos entre partidários e adversários do movimento em todo o Egito. Houve declaração de apoio da ação dos militares pelo Grande Sheikh de Al Azhar Ahmed el-Tayeb, pelo Papa da Igreja Ortodoxa Copta Tawadros II, bem como pelo líder da oposição Mohamed ElBaradei.
Houve reações internacionais mistas para os eventos. A maioria dos líderes árabes foram geralmente favoráveis ou neutros, com exceção do Qatar e da Tunísia que condenaram fortemente as ações dos militares. Outros Estados ou condenaram ou expressaram preocupação com a destituição de Morsi; houve também uma resposta medida percebida pelos Estados Unidos. Devido as normas da União Africana em relação à interrupção da ordem constitucional por um Estado membro, o Egito foi suspenso dessa união. Também houve debate nos meios de comunicação sobre a rotulagem desses eventos. Ele foi por diversas vezes descrito pela maioria dos países ocidentais como um golpe de Estado ou como uma revolução pelos defensores. Se seguiram protestos em favor de Morsi que foram violentamente reprimidos com a dispersão de sit-ins pró-Morsi em 14 de agosto de 2013, em meio aos distúrbios contínuos.